# Delir
Das Delir, lateinisch Delirium (lateinisch delirium, veraltet ‚Irresein‘; von lira ‚Furche im Ackerbeet‘, delirare ‚aus der Furche geraten‘, ‚von der geraden Linie abweichen‘, ‚verrückt sein‘ – Plural: Delirien bzw. Deliria) ist ein akuter Verwirrtheitszustand und bezeichnet ein ätiologisch unspezifisches hirnorganisches Psychosyndrom, das einen lebensbedrohlichen Zustand darstellt. Beim Delir handelt es sich gemäß Schüttler um eine akute, körperlich begründbare Psychose.

## Synonyme und ähnliche Syndrome
Delirantes Syndrom, plötzliche bzw. akute Verwirrtheit, organisches Psychosyndrom, akuter exogener Reaktionstypus (Karl Bonhoeffer 1914), Durchgangssyndrom (Wieck 1961; als Synonym veraltet).

## Geschichte
Zu Beginn des 18. Jahrhunderts bezeichnete Georg Ernst Stahl mit Delirien die eigentlichen („idiopathischen“) Geisteskrankheiten und mit „sympathetischen Delirien“ solche, die in Begleitung anderer körperlicher Krankheiten auftreten. Er unterteilte zudem in libidinöse (zum Beispiel Hypersexualität, Nymphomanie und Hysterie), melancholische und fieberhafte Delirien.

## Symptome und Beschwerden
Die Kriterien in der zehnten Auflage der International Classification of Diseases (ICD-10) für das Vorliegen eines Deliriums lauten:
- Störung des Bewusstseins und der Aufmerksamkeit
- Wahrnehmungsstörung (Gedächtnis, Orientierung)
- Psychomotorische Störungen
- Schlafstörungen
- Akuter Beginn und fluktuierender Verlauf
- Nachweis einer organischen Grundlage

In der vierten Auflage des Diagnostic and Statistical Manual of Mental Disorders (DSM-IV) ist ein Delirium über folgende Kriterien definiert:
- Störung des Bewusstseins und der Aufmerksamkeit
- Änderungen der Wahrnehmung (Gedächtnis, Orientierung, Sprache, Auffassung)
- Akuter Beginn und fluktuierender Verlauf
- Vorliegen eines medizinischen Krankheitsfaktors

In der fünften Auflage des DSM sind folgende Kriterien enthalten:
- Störung der Aufmerksamkeit und des Bewusstseins
- Das Störungsbild entwickelt sich innerhalb eines kurzen Zeitraums, wobei der ursprüngliche Zustand verändert ist und der Schweregrad im Tagesverlauf fluktuiert.
- Kognitive Funktionen sind zusätzlich beeinträchtigt.
- Störungsbilder können nicht besser durch eine andere, vorbestehende, gesicherte oder sich entwickelnde neurokognitive Störung (Demenz) erklärt werden, auch nicht im Kontext von stark reduzierter Wachheit oder Koma.
- Es gibt einen Zusammenhang zu einem medizinischen Krankheitsfaktor, einer Substanzintoxikation, einem Substanzentzug oder zu einer Exposition gegenüber einem Toxin.

Nach Lipowski (1990) ist ein Delir ein akutes, schweres, prinzipiell reversibles, organisch bedingtes Psychosyndrom mit Bewusstseinsstörung. Die akute psychische Störung hat entweder eine organische Ursache, oder entsteht aufgrund von Rauschdrogenwirkung oder Drogenentzug.
Kennzeichnend für das Delir ist neben der Bewusstseinsstörung eine Störung der Aufmerksamkeit, der Wahrnehmung, des Denkens, der Kognition, des Gedächtnisses, der Psychomotorik und der Emotionalität. Charakteristisch ist eine deutliche tageszeitliche Fluktuation der Symptome. Beim voll ausgeprägten Delir kommt es oft zu einer Störung des Schlaf-Wach-Rhythmus.
Weitere Symptome können eine Herabsetzung des abstrakten Denkvermögens, der Konzentration, ein eingeschränktes Kurzzeitgedächtnis und Desorientierung sein. Häufig sind auch optische Halluzinationen, Wahnvorstellungen, motorische Unruhe und nestelnde Bewegungen sowie affektive Symptome wie Deprimiertheit und Angst, aber auch Euphorie oder Reizbarkeit und eine Agitation (krankhafte Unruhe) zu beobachten.
Anhand der Symptomatik wird klinisch zwischen zwei Prägnanztypen unterschieden, dem hyperaktiven und hypoaktiven Delir. Letzteres ist aufgrund der weniger kennzeichnenden Symptomatik schwieriger zu diagnostizieren. Es bestehen Mischformen mit Anteilen von beiden Typen.

## Testverfahren

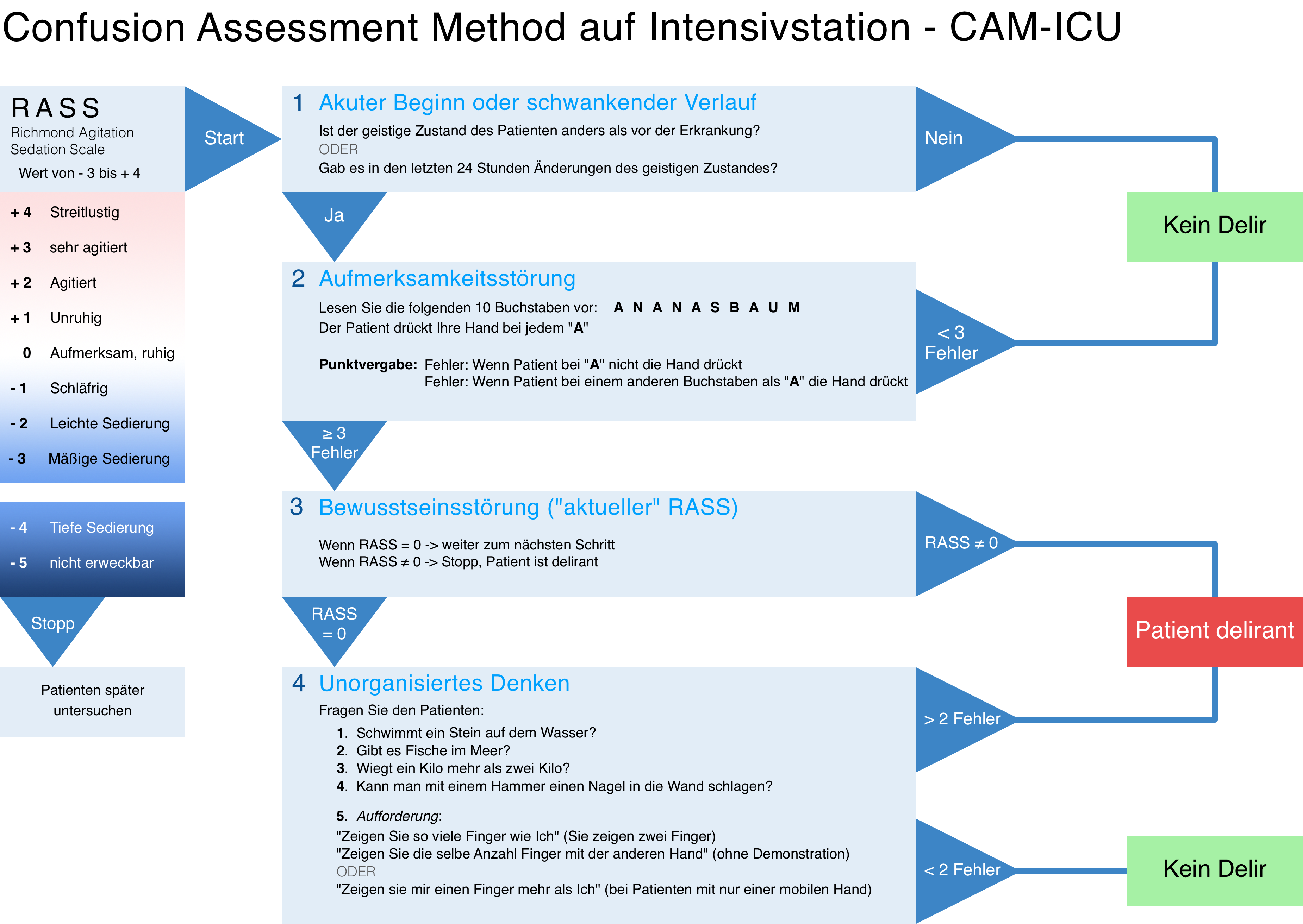
Flowchart CAM-ICU

Es gibt folgende validierte Testverfahren zur Detektion eines Delirs:
- CAM-ICU
- ICDSC[12]
- Nu-DESC
- 3D-CAM[13]
- CAM-S[14]

Die Confusion Assessment Method for the ICU (CAM-ICU) wurde speziell für die Anwendung auf einer Intensivstation entwickelt. Anhand von Testfragen wird das Vorliegen von Aufmerksamkeits-, Bewusstseins- und Denkstörung untersucht. Der CAM-ICU gilt als der zuverlässigste Score, um ein Delir beim Intensivpatienten zu entdecken. Er hat eine Sensitivität von 0,79 und eine Spezifität von 0,97. Beim Intensive Care Delirium Screening Checklist werden Bewusstseinslage, Aufmerksamkeit, Orientierung, Halluzination, Agitation, Sprache, Schlaf und Symptomatik untersucht. Für jedes vorhandene Symptom gibt es einen Punkt. Die Nursing Delirium Screening Scale (Nu-DESC) untersucht Orientierung, Verhalten, Kommunikation, Halluzination und psychomotorischer Retardierung. Je nach Ausprägung gibt es 0 bis 2 Punkte. Das Verfahren kann auch von ausgebildeten Pflegekräften eingesetzt werden. Das 3-Minute Diagnostic Interview for CAM-defined delirium (3D-CAM) ist auf eine rasche Einschätzung eines deliranten Zustandes ausgelegt. Anhand von Testfragen werden Aufmerksamkeits-, Bewusstseins- und Denkstörung ermittelt. Bei der Confusion Assessment Method – Severity (CAM-S) wird der Schweregrad eines Delirs durch Erfassung des Verlaufs, der Aufmerksamkeit, des Denkens, der Bewusstseinslage, der Orientierung, des Gedächtnisses, der psychomotorischen Agitation, von Retardierung und Schlaf bestimmt. Den einzelnen Kategorien werden Punktwerte von 0-2 zugeordnet und anschließend die Summe gebildet.

## Ursachen
Da Delirien unterschiedliche Erkrankungen zu Grunde liegen können, sind zur Differentialdiagnose folgende Ätiologien in Betracht zu ziehen:
- zentralnervöse Erkrankungen (vaskuläre Erkrankungen, Blutungen, Tumoren, Schädel-Hirn-Trauma, Epilepsie, Meningitis, Enzephalitis, Migräne, Schlafentzug)
- Sensorische Deprivation
- systemische Erkrankungen (Infektionen)
- Fieber
- Stoffwechselstörungen: Hypoglykämie, Hyperglykämie, Nierenversagen, Leberversagen, Anämie, Azidose, Alkalose, Vitaminmangel, Endokrinopathien (Nebennierenrinde, Hypophyse, Schilddrüse)
- Elektrolytstörungen: Na, K, Ca, Mg, HCO3, PO4, Dehydratation
- Fraktur, Trauma
- Unterernährung
- Postanästhesie, postoperativ (etwa nach einer Narkose)
- Medikamente und Delirantia (Medikamenten-induzierte Nebenwirkungen, Medikamentenintoxikation, Medikamentenentzug)
- Rauschdrogen (v. a. auch der Entzug bei Drogen- oder Alkoholabhängigen)
- Kardiovaskulär: Herzinsuffizienz, Herzinfarkt, Herzrhythmusstörungen, Schock, Lungenembolie
- Hypoxie, Hyperkapnie
- Obstruktive Schlafapnoe
- Kollagen-Vaskulitis (z. B. Lupus erythematodes)

Die häufigste Ursache des Deliriums bei Alkoholismus ist der Alkoholentzug. Man spricht dann von einem Alkoholentzugsdelir: Delirium tremens.
Patienten, die auf einer Intensivstation ein Delir entwickeln, haben ein höheres Sterberisiko, werden länger beatmet und haben ein höheres Risiko einer langfristigen kognitiven Verschlechterung als Intensivpatienten ohne Delir.

## Komplikationen
Das Delir ist die häufigste akute Hirnfunktionsstörung während einer Intensivbehandlung. Die Trübung des Bewusstseins stellt eine wichtige Komplikation dar und kann von Somnolenz über Sopor bis hin zum Koma reichen. Der Verlauf der Bewusstseinsstörung ist beim Delir kaum vorherzusagen. Somit ist jedes delirante Syndrom ein psychiatrischer Notfall, der nur in einer Klinik behandelt werden kann, da im schlimmsten Fall Herzversagen, Atemstillstand oder Stoffwechselstörungen drohen.
Nach den Ergebnissen verschiedener Studien entwickeln 30 – 80 % aller Intensiv-Patienten ein Delir, bei chirurgischen Patienten sind es je nach Eingriff zwischen 5,1 % und 52,2 %. Diese Patienten haben im Vergleich zu anderen Patienten der Intensivstation eine höhere Sterberate während ihres Aufenthalts dort, benötigen einen im Durchschnitt längeren Aufenthalt und haben häufiger kognitive Beeinträchtigungen nach der Entlassung.
Ohne Behandlung beträgt die Sterblichkeitsrate bei einer Person, die an einem Delir leidet, ungefähr 30 %, während sie bei einer Behandlung auf etwa 1 % – 2 % sinkt.

## Behandlung
Ein Delir kann zu einem lebensbedrohlichen, akuten medizinischen Notfall werden. So sind Delirien bei älteren dementen Patienten häufig. Hier sind Exsikkose, Infektionen (Pneumonie, Harnwegsinfekte) und Elektrolytentgleisungen häufige Ursachen. Die Behebung der Ursache (Antibiotikatherapie, Flüssigkeitssubstitution etc.) sowie symptomatische Behandlung mit zentralen Antisympathikotonika wie Clonidin oder Dexmedetomidin, sowie Neuroleptika und Benzodiazepinen können Besserung bringen.
Da das Delir im Rahmen unterschiedlichster Störungen auftreten kann, sind weitere Diagnostik und ursächliche Therapie essentiell. Die Behandlung muss direkt nach Diagnosestellung eines deliranten Syndroms, auch ohne die genaue Ätiologie des Deliriums zu kennen, eingeleitet werden.
Eine Überstimulation des Sympathikus kann symptomatisch mit Clonidin oder Dexmedetomidin therapiert werden. Pathologische Erregungszustände lassen sich symptomatisch mit Benzodiazepinen und Halluzinationen mit Neuroleptika (zum Beispiel Haloperidol) behandeln. Benzodiazepine sind allerdings mit Vorsicht zu verwenden. Sie haben zum Teil langwirksame Metaboliten, die gerade bei älteren Patienten zu länger anhaltenden Verwirrtheitszuständen beitragen können.
Beim Delirium tremens, auch Alkoholdelir (lateinisch Delirium alcoholicum), wird in Kliniken zur Behandlung der meisten o. g. Symptome auch Clomethiazol eingesetzt. Dieses erfordert eine engmaschige Kontrolle der Vitalfunktionen des Patienten, da es atemdepressiv wirkt. Ein Alkoholentzugsdelirium kann lebensbedrohlich und damit überwachungspflichtig werden. Je länger und je mehr Alkohol der Patient konsumiert hat, desto größer ist die Wahrscheinlichkeit eines Delirs.

## Nicht-pharmakologische Maßnahmen
Die Ergotherapie und die Physiotherapie verringern die Dauer des Delirs und sollten daher gefördert werden. Unterstützt wird die Verringerung des Delirs durch beruhigende Musik, Vermeidung von Koffein und Verwendung von Ohropax und Augenbinden.